# Albizia pistaciifolia
Espèce
Synonymes
- Arthrosamanea daulensis (Benth.) Record[2] [1]
- Arthrosamanea daulensis (Spruce ex Benth.) Killip[2]
- Arthrosamanea pistaciaefolia (Willd.) Britton & Killip[1]
- Arthrosamanea pistaciifolia (Willd.) Britton & Rose ex Britton & Killip[2]
- Cathormion daulense (Benth.) Burkart[2] [1]
- Cathormion pistaciaefolia (Willd.) Burkart[1]
- Feuilleea daulensis (Benth.) Kuntze[2] [1]
- Inga triflora G. Don[1]
- Mimosa pistaciaefolia Willd.[2] [1]
- Pithecellobium daulense Benth.[2] [1]
- Pithecellobium triflorum (G.Don) Benth.[1]
- Pithecolobium triflorum (G.Don) Benth.[1]
- Samanea guajacifolia Pittier[2] [1]
- Samanea pistaciaefolia (Willd.) Dugand[2] [1]
- Samanea pistaciifolia Dugand[2]

Statut de conservation UICN

 LC  : Préoccupation mineure
Albizia pistaciifolia est une espèce de plantes à fleurs de la famille des Fabaceae.

## Publication originale
- Memoirs of The New York Botanical Garden 74(1): 230. 1996.